# Ukelele
De ukelele (spreek uit: [jukəlɪlə], ook wel ukulele of oekelele) is een snaarinstrument behorend tot de getokkelde luitachtigen, onderverdeeld in de gitaarfamilie. Een ukelele heeft over het algemeen vier nylon-snaren. De stemming is verwant aan die van de gitaar; Alleen gaat de ukulele niet van hoog naar laag de laagste snaar is de 2e snaar vanaf boven gezien, maar de verhoudingen zijn gelijk aan de hoogste vier snaren van de gitaar, maar de bovenste snaar is een octaaf hoger gestemd. De populairste stemming is tegenwoordig g'c'e'a', ook wel C-stemming. Daarnaast is er ook de D-stemming, a'd'f#'b', waarbij alle snaren een hele toon hoger gestemd zijn. Hoewel de D-stemming vroeger meer de standaard was (en dat in een aantal landen nog steeds is) hebben beide stemmingen altijd naast elkaar bestaan.

## Maten en categorieën
| Type      | Mensuur | Stemming              |
| --------- | ------- | --------------------- |
| sopranino | 28      | a'd'f#'b'             |
| sopraan   | 35      | a'd'f#'b' of g'c'e'a' |
| concert   | 38      | g'c'e'a'              |
| tenor     | 43      | g'c'e'a'              |
| bariton   | 51      | d g b e'              |
| bas       | 53      | E A D G               |

De ukelele wordt in verschillende afmetingen gebouwd. De meest voorkomende standaard-ukelele is de sopraan, die zowel in C- als D-stemming gestemd wordt. Daarnaast zijn er de iets grotere concert en de nog grotere tenor, die meestal in C-stemming worden gestemd. De grootste uit de reeks is de bariton, die in G-stemming wordt gestemd, zoals de vier hoogste snaren van de gitaar. Nog kleiner dan de sopraan is er de sopranino-ukelele, die nog hoger gestemd kan worden.
Tegenwoordig is er ook nog een ukelele-bas of basukelele, gestemd als een basgitaar. 
De opvallende stemming van de ukelele (de vierde snaar is een octaaf hoger gestemd dan je zou verwachten) wordt soms veranderd door er toch een octaaf lagere (dikke) snaar voor te nemen.
Zes-snarige (als een gitaar) of achtsnarige (alle snaren verdubbeld zoals bij een mandoline) worden ook wel gebouwd. Ook dobro- en banjovarianten (banjolele, ukelelebanjo) komen voor.

## Geschiedenis
De ukelele is een aanpassing van de braguinha of machete afkomstig van Madeira, die een van de vormen is van de Portugese cavaquinho.
Hij werd in 1879 naar Hawaï gebracht door Portugese immigranten van Madeira, die daar aan wal gingen om suikerriet te snijden. De komst van de ukelele is perfect dateerbaar: er wordt beweerd dat de braguinha aan boord van de Ravenscrag in Hawaï werd geïmporteerd (de naam van de archipel was toen Sandwicheilanden). Aan boord van het schip waren drie mannen: Manuel Nunes, José do Espírito Santo en Augusto Dias, houtbewerkers uit Madeira. Zij begonnen de instrumenten te maken en met wat kleine aanpassingen aan de voorgangers was de ukelele geboren. Door koning Kalakaua, ook beschermheer van de kunst, werd de ukelele ingezet op koninklijke bijeenkomsten en daardoor was het snel een populair instrument op Hawaï.

## Etymologie
Een vaak gehoorde uitleg van het woord  is dat ukulele Hawaïaans is voor "springende vlo". Omdat het Engels geen equivalent foneem heeft voor de okina aan het begin van dit woord (glottisslag, uitgesproken zoals tussen "de" en "okina" in "de okina"), werd de oorspronkelijke uitspraak "oekoelele" er verbasterd tot "joekeleejlie".
Er zijn echter ook andere verklaringen voor de betekenis van uku-lele. Zo betekent uku niet alleen "vlo" maar ook "klein". Volgens koningin Liliuokalani, die zelf ook ukelele speelde, betekent het "gift van ver".

## Populariteit

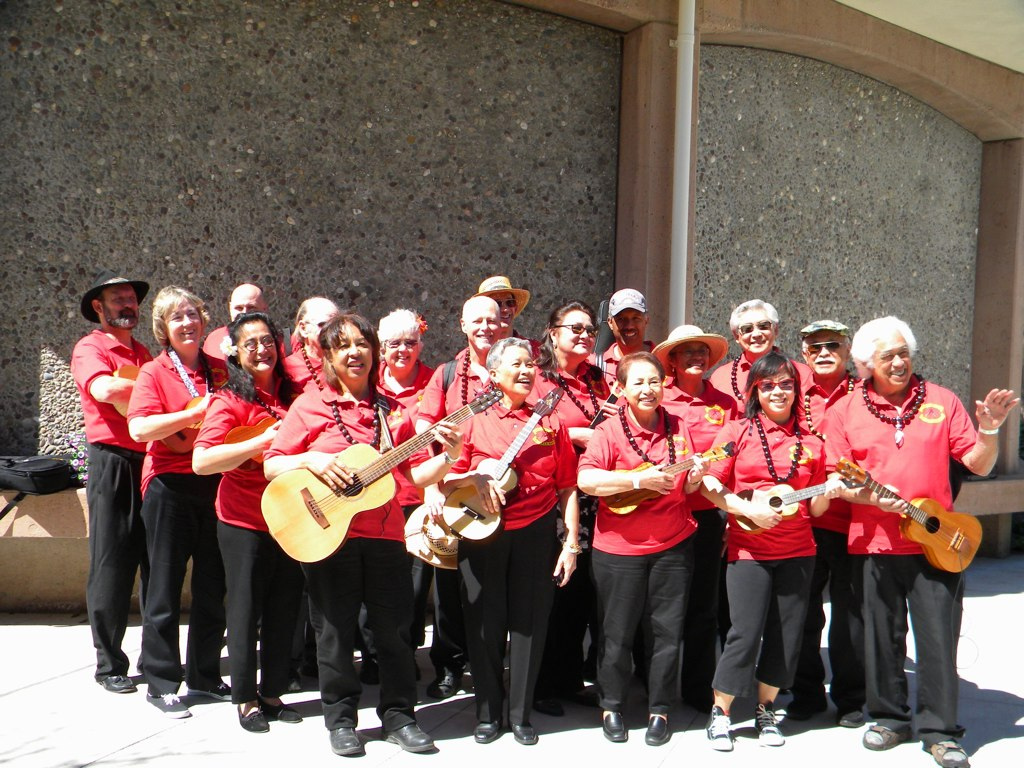
Royal Hawaiian Ukulele Band (2011)

Het duurde nog tot het begin van de 20ste eeuw voordat de ukelele ook bekend werd bij het Amerikaanse publiek. De grootste doorbraak was in 1915 op de Panama Pacific International Exposition in San Francisco. Daar waren verschillende Hawaïaanse ukelele-artiesten te zien, zowel solo als in groepsverband. De ukelele werd populair in Amerika en zo ontstond tussen 1915 en 1920 de eerste ukelelehype. In die tijd waren Hawaïaanse muziek en Tin Pan Alley populair. Ook Amerikaanse bedrijven begonnen ukeleles te vervaardigen (met name Martin) en hebben tot in de jaren 20 vele ukeleles verkocht. Martin verkocht in de jaren 20 tweemaal zoveel ukeleles als gitaren. Op veel pianostukken die tot begin jaren 30 verkocht werden, stonden de ukelele-akkoorden er boven de pianopartij bij.
Terwijl in Amerika de ukelelehype een beetje inzakte, werd in Engeland George Formby een grote ukelelebekendheid. Als komiek begeleidde hij zijn vaak ondeugende en dubbelzinnige liedjes op zijn ukelelebanjo. Zo werd hij in de jaren 30 en 40 de lieveling van het Britse publiek. Nog steeds denken de meeste Britten bij het zien van een ukelele als eerste aan George Formby en zijn bekendste liedje When I'm Cleaning Windows.
In Amerika ontstond een opleving in de naoorlogse jaren 40, onder andere door Amerikaanse soldaten die terugkwamen van Hawaï. De grootste gangmaker van die tijd was Arthur Godfrey, die begin jaren 50 succesvolle radio- en televisieprogramma's presenteerde. Hij was zelf met de ukelele in contact gekomen via een Hawaïaanse scheepsmaat bij de marine. Godfrey deed zelfs nog enige tijd een 15 minuten durend televisieprogramma, waarin hij de kijker ukelele leerde spelen. Gepaard gaande met de opkomst van massaproductie werd ook de plastic ukelele een hit. De bekendste was de TV-pal, zodat men gemakkelijk met Godfrey kon meespelen. Plastic-ukelelefabrikant Mario Maccaferri produceerde zo'n 9 miljoen exemplaren.
Eind jaren 60 zakte de populariteit van de ukelele opnieuw in en Martin stopte de productie helemaal. Alleen Tiny Tim wist toen nog een ukelelehit te halen met Tiptoe through the Tulips. Van de jaren 70 tot de jaren 90 was de ukelele niet veel te zien. Wel had gitarist George Harrison altijd zijn kofferbak vol ukeleles bij zich om uit te kunnen delen en met anderen te kunnen spelen.
In de jaren 90 begon het weer te broeien. Vooral in Amerika begon de ukelele weer langzaam aan populariteit te winnen. In 1998 maakte Sheep Entertainment de eerste Ukulele Chordfinder voor internet, die in eerste instantie vooral in Amerika erg populair was. Het duurde nog tot ongeveer 2005 voordat het weer echt op gang kwam. De doorbraak ging vooral gepaard met het gebruik van de ukelele in radio- en tv-reclame. Zo werd Somewhere over the Rainbow een hit.

## Bekende ukelelespelers

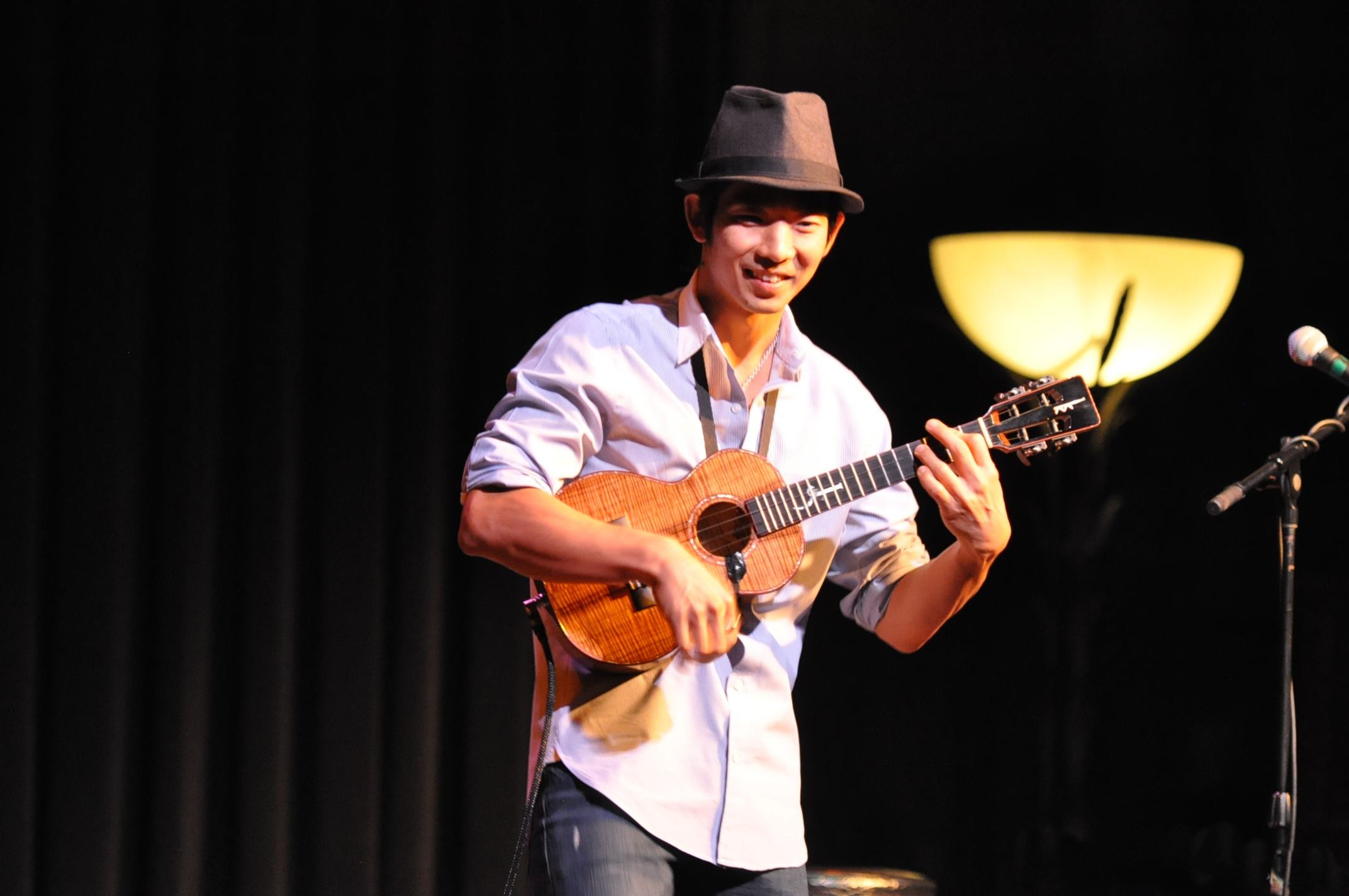
Jake Shimabukuro

Tot de bekende ukelelespelers behoren Israel Kamakawiwo'ole, Jake Shimabukuro en Soko. Israel Kamakawiwo'ole was beter bekend als de zanger van het solonummer Somewhere over the Rainbow, en Jake Shimabukuro is bekend van zijn While My Guitar Gently Weeps-cover. Ook de beroemde Britse komiek George Formby begeleidde zichzelf op de ukelele. Pearl Jam-zanger Eddie Vedder speelt tijdens concerten graag op de ukelele. Ook cabaretière Brigitte Kaandorp gebruikt vaak een ukelele. Ex-Beatle George Harrison speelde graag ukelele en had er naar verluidt een verzameling van. Ook Taylor Swift is een bespeelster van de ukelele. Een andere Amerikaanse ukelelespeler was Tiny Tim. Brian May (gitarist van de rockband Queen) gebruikte het instrument onder andere in het nummer Good Company. In België bestaat een ukelogisch gezelschap onder leiding van Luk Tegenbos, Peter Van Eyck en Jan De Smet met bijhorend Ukulogisch Museum. Ook Fabienne Erni speelt zo nu en dan de ukelele.

## Stemmen

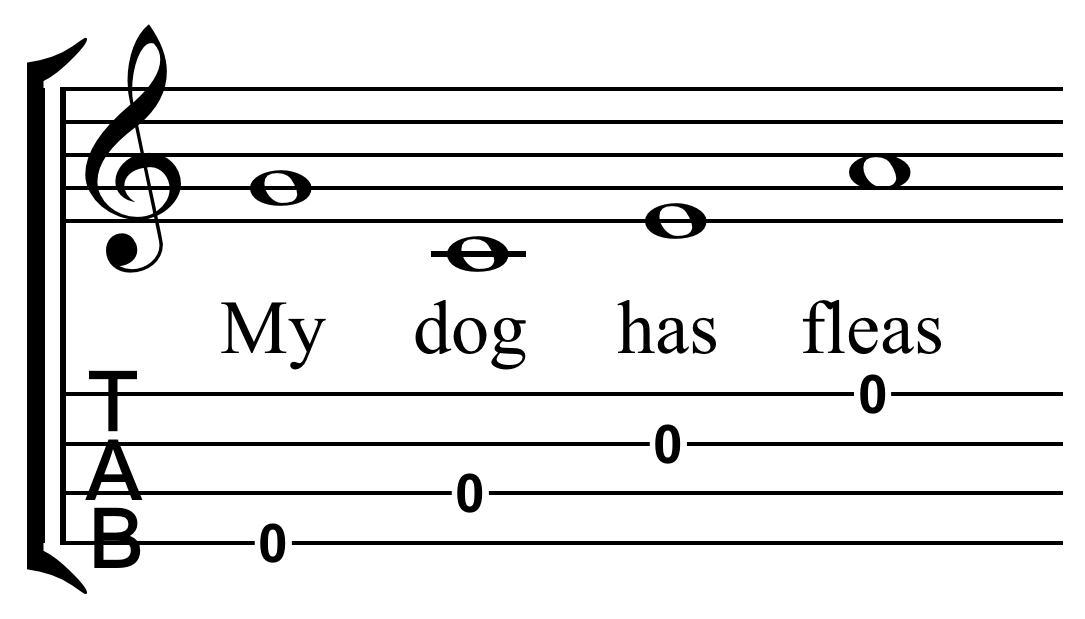
C6-stemming of "hoge G stemming".

Een veel gebruikte stemming voor de standaard- of sopraanukelele is de C6-stemming: G4-C4-E4-A4. Omdat de G-snaar een octaaf hoger gestemd is dan je zou kunnen verwachten, wordt dit vaak "hoge G-stemming" genoemd. Door deze "herintredende stemming" of "re-entrant tuning" worden unieke close-harmony-akkoorden mogelijk. De variant met een G3, minder gebruikelijk bij de sopraanukelele, wordt lineaire C6-stemming of lage G-stemming genoemd, omdat de G hier een octaaf lager is en dus "lineair" in het rijtje staat: G3-C4-E4-A4. Deze tonen komen overeen met het bespelen van de bovenste vier snaren (D G B E) op een gitaar met een capo op de vijfde fret. Verder wordt voor de sopraanukelele nog de D-6-stemming (of gewoon D-stemming) gebruikt. Dit is A4-D4-F#4-B4, een toon hoger dan de G4-C4-E4-A4-stemming. 
De D6-stemming met een lage vierde snaar, A3-D4-F♯4-B4, wordt ook wel "Canadese stemming" genoemd, naar het gebruik in het Canadese schoolsysteem, meestal op concert- of tenor-ukeleles. Of de C6- of D6-stemming de "standaard"-stemming moet zijn, is een kwestie van lang en voortdurend debat. Voor de concert- en tenorukeleles zijn zowel herintredende als lineaire C6-stemmingen standaard. Vooral de lineaire stemming wordt veel gebruikt voor de tenorukelele, meer nog dan voor de sopraan- en concertinstrumenten.
De baritonukelele gebruikt meestal de lineaire G6-stemming, D3-G3-B3-E4, hetzelfde als de hoogste vier snaren van een standaard 6-snarige gitaar. Basukeleles worden op dezelfde manier gestemd als een contrabas en basgitaar: E1–A1–D2–G2 voor instrumenten in U-Bass-stijl (soms contrabas genoemd), of een octaaf hoger, E2–A2–D3–G3, voor Ohana-type metaalsnarige bassen. Het stemmen van de sopranino-ukelele is minder gestandaardiseerd. Ze zijn meestal inspringend gestemd, maar vaak op een hogere toonhoogte dan C, bijvoorbeeld op de herintredende G6-afstemming: D5–G4–B4–E5. Zoals gebruikelijk bij snaarinstrumenten, kunnen andere stemmingen de voorkeur hebben van individuele spelers. Er zijn bijvoorbeeld speciale snarensets beschikbaar om de baritonukelele in lineaire C6 te stemmen. Sommige spelers stemmen ukeleles af zoals andere viersnarige instrumenten, zoals de mandoline, Venezolaanse cuatro, of dotara. Ukeleles kunnen ook worden gestemd om stemmingen te openen, vergelijkbaar met de Hawaiiaanse slappe-toetsstijl.